# 2001太空漫遊 (小說)
《2001：太空漫遊》（英語：2001: A Space Odyssey）是亞瑟·克拉克所寫的科幻小說，同時斯坦利·庫布里克拍成電影版本。這個故事是根據不同的短篇故事所拼湊的，其中最值得注意的是崗哨。庫布利克和克拉克最初一起合作，小說和電影同步進行，到後期庫布利克還投入編劇本的工作。The Lost Worlds of 2001,（Arthur C. Clarke, Signet., 1972）就是在這個合作計畫下所產生的一個精心傑作。

## 劇情
此故事的背景是一個古老且未知的外星種族，利用巨大的黑石版（monolith）來研究宇宙的萬物；如果可能的話，他們還想藉此來促進有智慧的生命的演化（這塊石板可能是Von Neumann probes但是關於這部分的解釋在電影中被刪去）。本書開始於三百萬年前的古非洲，描述一群原始人類在面臨糧食、水源等生存危機時，一個透明發亮的石板從夜空降臨，以奇幻的聲光效果教導了他們使用工具和獵食，並成功度過種種危機。
接著故事跳躍到了西元1999年，海伍德·佛洛伊德博士前往月球上的克拉維基地參加會議，科學家解釋他們在第谷撞擊坑發現了一個強磁場源，並挖掘出一塊大石板，命名為第谷磁場異常一號（Tycho Magnetic Anomaly-One，TMA-1），或第谷石板。這直立的石板，尺寸分毫不差地是1：4：9，或12：22：32，結構異常堅固，完全光滑漆黑，且出土於三百萬年老的地層，當時人類還沒辦法做出這種東西。這是第一個地球之外存在智能生物的證據。佛洛伊德和科學家團隊駛去第谷隕石坑想親眼目睹TMA-1。到達時，正巧三百萬年來第一道曙光照射到大石板，他們瞬即聽到了一陣震耳欲聾的尖銳聲響。
接著跳到2001年的太空任務：發現號的土星任務。不過原先計畫是去木星，因不明原因而改去土星。船上五人包括大衛·鮑曼、法蘭克·普爾和處於人工冬眠的其他三人，這三人準備在接近土星時才喚醒。另外，船上有一臺叫HAL 9000（哈兒）的人工智慧電腦，它負責維持太空船的所有活動。That "Heather Flynn " on Step by Step  was harsh & unpleasant. 
```
 I am somewhat disagreeable in the way I act.
      I wouldn't.  suggest finding out/dealing with this show.
    Isaac Dan. Wolf,near Indianapolis.....
```

旅途中經過小行星帶，他們飛掠並觀察一顆小行星，之後有著一條條雲帶的木星便肉眼可見。經過木星是為了以它的重力來加速，以便更快、更省燃料來到達土星。他們曾靠近一顆衛星：歐羅巴，覆蓋冰雪、唯有赤道露出一圈岩石。木星越來越接近，然後他們以極近的距離、極快的速度劃過大氣外層，並見到夜半球並非完全無光，而是有木星內部的熱、穿過炫麗雲帶所透出的光。隨後他們檢視途中發射的探測器傳回的影像：它進入木星大氣，穿過厚實的雲層後來到一個橘褐色世界，底下似乎是一片海洋，長長的波浪因為太遙遠而似乎靜止，而往地平線看去，雲靄中聳立一座金字塔型的深色椎體，然後影像就中斷了，因為強大的氣壓壓毀了探測器。
前往土星途中，普爾收到來自他家庭的生日祝福。然後哈兒警告他太空船通信系統的AE-35組件將發生故障。普爾搭乘分離艙並換掉AE-35組件，爾後鮑曼對替換下來的AE-35組件測試，卻發現沒有任何錯誤。普爾和鮑曼發訊回地球，然後被告知哈兒有些不對勁，並下令將它關機。這些指示因通訊不良而被打斷。然後哈兒告知他們AE-35組件發生故障。
普爾再次搭乘分離艙去帶回損壞的AE-35組件。當他從分離艙下船、準備移除AE-35組件時，分離艙突然飛向他。他沒辦法及時逃開，就被撞擊身亡，他的太空衣也被扯開。鮑曼對於普爾的死非常震驚也非常哀傷。他並不確定是否是哈兒殺了普爾，所以他決定喚醒其它三位冬眠的太空人。他和哈兒有段很長的爭論，因為哈兒拒絕服從他的命令並認為鮑曼沒有這種權力。
當鮑曼威脅哈兒要拔斷它的電源時，哈兒變得溫和且讓他手動控制解除冬眠。當鮑曼開始喚醒他的同事時，哈兒突然打開船艙，放出大氣，船內的氣壓急驟下降。鮑曼趕緊逃近一個密閉的緊急房間，裡面有與外隔絕的氧氣供給設備和太空衣。他穿上了太空衣再回到太空船，發現哈兒殺害了三位冬眠的太空人。於是他趕到控制室用盡全力拔除哈兒的晶片——他現在知道它是兇手了。鮑曼把太空船駛回原定路線並動手重新建立和地球的聯絡。鮑曼這才知道他們任務的一切原委，且目的是探索土星的衛星伊亞佩特斯——第谷石板發射訊號的目的地。
鮑曼知道，哈兒覺得有罪且矛盾，因為鮑曼和普爾的任務以為哈兒的任務應該是：充分地收集資訊和報告陳述，但實際上哈兒的任務是和這背道而馳的，這種心理衝突開始表現在小的錯誤。在這段時間內，哈兒本來可以平靜地解決自己的錯誤，但當他被威脅要切斷電源時，他選擇保護他自己，因為他特別的存在還是個未知數，且對沒有睡眠經驗的電腦來說，關掉電源就如同死亡一般，沒人能保證重開機後還是「原來」的哈兒。（哈兒是因為受不了「隱瞞秘密」才殺人）
前往土星途中，旁白道出了一些相關的謎團：十七世紀卡西尼觀測土星時，就發現一顆衛星——伊亞佩特斯在土星的一邊亮、運行至另一邊時卻變暗。旁白便道出這可能是有什麼人給我們的暗號，我們卻沒發覺。另外土星環成因未解，一說是一顆衛星碎裂而成。旁白說這可能是作為建造什麼的原料。另外也沒人發覺，土星環於三百萬年前形成的意義。
鮑曼在船上度過好幾個月，單獨地，慢慢地接近土星。回到地球這件事是沒希望的——哈兒突然釋放發現號的大氣，飛濺的雜物嚴重地損壞了太空船的空氣濾清系統，留給鮑曼那些不適於呼吸的空氣，沒辦法撐回地球或等救援船到來。冬眠也不可行，因為冬眠需要哈兒的監控。
到達土星後，他劃過土星大氣以減低速度，然後進入橢圓軌道準備會合伊亞佩特斯。他漸漸接近伊亞佩特斯時，他發現這顆衛星面向他的這一面有一大片橢圓形白色區域，以外皆呈現黑色，就像一顆沒有瞳孔的眼珠在注視著他。更接近時發現黑白界線十分清晰，表面也完全平滑。然後他發現了瞳孔：一個小黑點，位於白區正中央。當更靠近時，他發現這是一個非常巨大的黑石板，和TMA-1形狀相同卻還要更大，地球上的科學家將其命名TMA-2。不同於TMA-1，TMA-2沒有磁場。
他搭乘一艘分離艙欲登陸在黑石板上。快接近時，它頂面突然產生變化，空間似乎裡外翻轉，隨即將鮑曼與分離艙吞入。鮑曼最後一句話是：「天呀……都是星星！」而任務控制臺再也沒接收到鮑曼的消息。
鮑曼進入一個充滿星星的空間，然後被一個不明的力量加速，加速到四周星星像軌跡般地往後拉長，然而他本身卻沒有被加速的感覺。減速後他進入一個一整片白的空間，佈滿黑點，就像宇宙的負片。然後他漸漸接近一個無限延伸的表面，上面分成很多小區塊，每區中央都有一個石板，而他正朝其中一個飛去。途中還與另一個不明飛船擦身而過。他想這可能就是宇宙的中央站。進入石板後又被傳送到了正常、卻不知為何處的宇宙。他正朝遠處的紅巨星飛去，途中經過一個金屬支架組成的巨大球體，上面停駐著各式各樣的宇宙船，卻似乎已遭廢棄。接近紅巨星時，他見到了日出：一顆白矮星伴星貼著紅巨星表面繞行，並不斷吸起紅巨星表面的氣體，還有一大群不明發光物沿著氣體飛行。他猜測可能是某種未知型態的生命。
最後他進入紅巨星，被某種力量保護而安然無恙。突然，他到達一間很棒的旅館套房，後來了解到這是以地球傳來的電視訊號重建的，是為了使他感到安心。接著他在床上睡著了。突然石板現身，一切化為烏有，在火紅背景中的大衛·鮑曼被抽取記憶、被塑成一種新的、不朽的個體，可以太空中生存、旅行——就是「星童」（Star Child）。星童回到我們太陽系，仔細尋查地球。故事結尾星童以一手之力引爆了近地軌道中的一顆核彈。

## 主題
- 危險的科技

《2001：太空漫遊》探究先進科技的前景及其危險性。書中有詳細的情節，探討兩個特別的高科技危險機器。第一個，HAL 9000電腦。在人類創造它的時候，它的內部運行機能人類無法完全理解，所以無法完全掌控它，導致他後來一步步把人推向危險麻煩中。第二，書中探索關於原子時代的危險。
- 發展

《2001：太空漫遊》提供一段長時間的觀點關於人類的進步，或其他方面的進步。故事隨著人類文明的發展，從原始的人猿展開。因此，我們隨著鮑曼因巨石的導引進入星童。這小說承認發展理論只是繼承人類未來發展的開端而不是結束。反正這個進步是會一直進行的，這本書的想像將隨著現實科技發展而被清除。甚至是有形的物體也是。這種觀點消解了先前激進社會運動，引起了對人類退化（如時間機器 (小說)）或被亞人類（如決戰猩球）取代而滅亡的疑慮。但也引起了對於現代人類肉體的價值的爭論，間接影響了電腦叛客（如未來戰士和廿二世紀殺人網絡）系科幻的誕生。
- 太空探索

在《2001：太空漫遊》寫作時，人類還沒有登陸過月球。太空探險計劃在美國及當時的蘇維埃（前蘇聯）都只在早期的階段。有許多想像的空間給與未來的太空計劃。《2001：太空漫遊》提供一種視野，使得人類可一窺未來有天會到來的太空探險之相貌。漫長的旅程、人類開著飛行機去土星；或是一些先進科技的想像，如無重力的飄浮狀態—這些都被想像且展現在小說中。
- 新技術所造成的機能失常

當HAL開始機能失常時，他的行為逐漸不可預期。剛開始它會做出一些沒意義的事，像是預測AE-35會機能失常，但事實上什麼都沒發生。有趣的是，哈兒因為機能失常，導致它預測別的機器會失常。哈兒的故障發生對比它其他完美無瑕的工作計劃，導致他的機能失常更為明顯。這警告我們創造新科技會使我們難以完全掌控。
- 太空旅行的想像

就像許多好的科幻故事一樣，《2001太空漫遊》提供了各式各樣的科幻景象設定。在這本小說中，要是注意到小說所給予的情節設想，保證會使讀者對於書中提及的科技描述有熟悉的感覺。佛洛依德博士去一號太空站旅行的那段描述主要有五點在太空活動的體驗，像是在太空梭吃飯，用黏稠的醬汁把食物固定在盤上，還有無重力廁所。
- HAL 9000電腦

HAL 9000電腦是先進科技的代表。首先，HAL 9000擁有人工智慧，他可以模仿人類的思考程序，又快又準。第二，沒人能完全了解它的內部運行—即使是它的設計人也不行。哈兒是極為先進強大的科技所以不能被完全掌控。當哈兒開始脫離它本來設定的程式自行運算時，這正好是一個質疑科技發展的例子—許多人都很害怕當科技越來越先進時，也許有日人類所創出的新科技產品會突然無預期地反撲人類。而其後續故事中被宇宙之「神」看中，比普通人類全體還重要，也是反過來說受到電腦叛客的影響。
- 生物演化的未來

## 續集
電影的續集標題是《2010: The Year We Make Contact》（中文翻成「威震太陽神」），電影是根據克拉克的《2010: Odyssey Two》一書而拍，於1984發行。《2010太空漫遊》於1982出版。然而，庫布利克並沒有參與這次電影的制作，但這並沒有損害原著。但是，庫布利克還是有客串演出電影，只是以另一種方式：導演指派他演一名俄國的總書記，拍下照片，而這照片在電影裡被用在雜誌的封面；巧的是這位總書記也叫"庫布利克"。而小說原作者克拉克同樣出現在雜誌封面上，他扮演的是美國總統。克拉克繼續寫了小說的續集：《2061: Odyssey Three》（1987）以及《3001: The Final Odyssey》（1997）。至今未有翻拍電影的計畫。

## 瑣事
- Roger Ebert注意到庫布利克最初預期看到第一個太空船是在一層薄霧太空軌道爆炸後的平台，但最後他決定決定遺留太空船很多含糊不清的意義。然而，克拉克在小說保留並清楚地陳述這個事實。
- 他屢次提到HAL就是IBM的轉換黑色字母。克拉克多次地堅決認為那只是個巧合。在他續集小說2010: Odyssey Two裡，他甚至收錄這件事與電腦創作者一連串的對話。
- HAL/S是一種被用在太空梭中以航空學為主的電腦語言。
- 土星的衛星的名字伊亞佩特斯在這本書裡被拼為J-A-P-E-T-U-S。這是英國拼這個衛星名字，反之美國拼開頭是用I。
- 這本書衛星伊亞佩特斯的敘述中奇異緊密描述另外一個土星衛星米瑪斯；這也是一個巧合，因為土星的衛星的特寫鏡頭圖像直到1980年之前還沒被發現 。
- 電影中，發現號的任務是到木星，而不是土星。導演庫布利克用木星是因為他對於土星和光環的特效不是很滿意（當時技術還沒好到能完美呈現土星環的特效）。為了配合，克拉克也在小說續集裡用木星取代了土星。
- 異形4中薇諾拉瑞德的太空船名，是以電影版本中殺死法蘭克普爾的分離艙名字Betty為名。

## 外部連結
- 列在網路推理小說資料庫中的《2001: A Space Odyssey》